# 门线技术

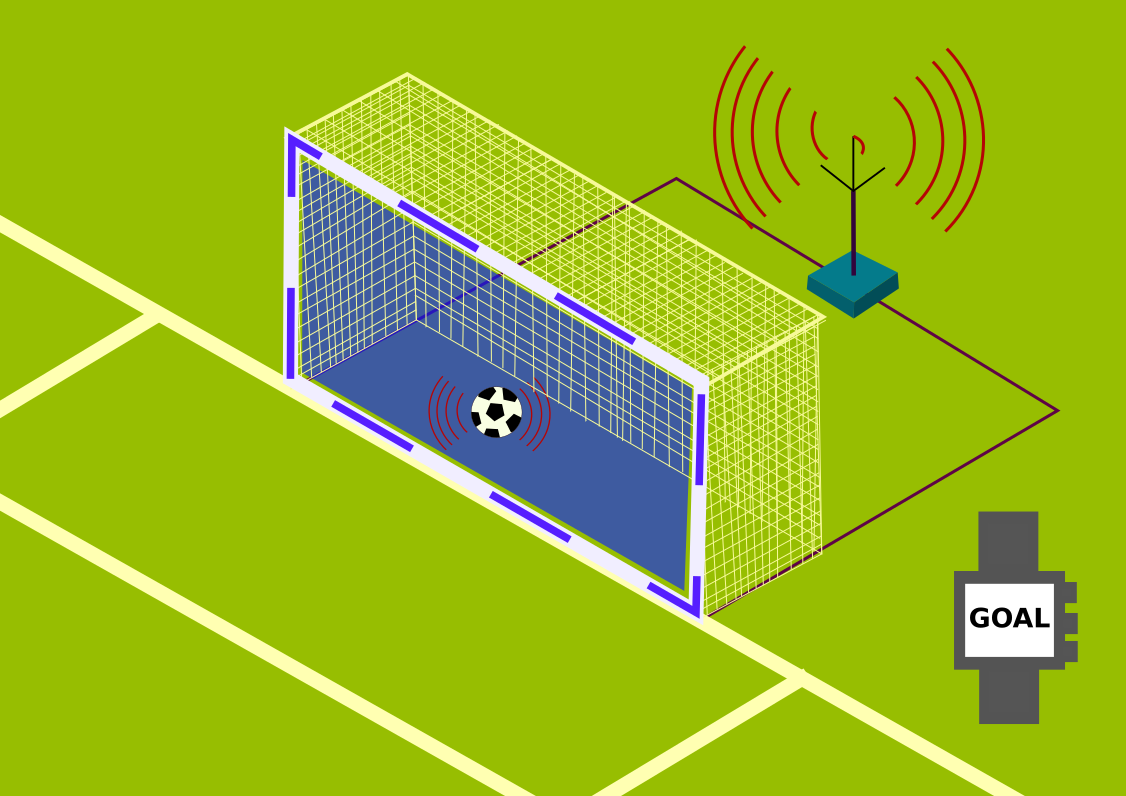

门线技术（英語：Goal-line technology）是一项新兴的足球运动辅助技术，可以通过判断球是否越过了球门线来确定进球是否有效。国际足联一直以来都反对引入门线技术，而只是依靠场上裁判执法。2012年7月5日，国际足联终于全票通过了在正式比赛中使用门线技术的决议。
門線技術的特點就是當球賽進行時，如球越過球門内的白界，球證戴上的專用手錶會顯示的字眼，即代表球已越過白界。

## 历史
是否引入门线技术的讨论开始于2005一场托特纳姆热刺与曼联的英超比赛，這場比賽熱刺的柏度·文迪斯於完場前一分鐘在中線附近大腳笠射，曼聯守門員萊·卡路爾接球甩手，皮球滾向球門，並明顯越過門線的情況下，才被卡路爾回身撈回場內，因为裁判和旁證均未看到球过门线，热刺這個进球被判无效。此事引发国际足联开始对阿迪达斯的门线系统进行测试。此系统基于嵌入球中的一个芯片，当球穿过布于球门区域的传感器时，该芯片可向裁判发送信号。国际足联主席布拉特曾表示，“我们在秘鲁的U-17世界杯上做过了各种各样的测试，然而结果并不显著，所以我们还会在2007的青少年比赛中进行试验”。
2008年，布拉特拒绝了该系统并声称该技术只有95%的准确率。
2010年3月，国际足协理事会通过投票以6-2的结果决定永久放弃使用该项技术，两張反对票是由苏格兰和英格兰足协投出的。参加歐霸盃足球聯賽的48名队长的投票显示，90%的回应声称希望这项技术被引进。 由于2010世界杯出现的几次误判，国际足联宣布会重新开始讨论是否使用门线技术。
2012年7月5日，使用门线技术的决议获国际足联表决通过。
2014年6月15日，于河岸球场举行的2014年国际足联世界杯E组的法国对阵洪都拉斯的比赛，本泽马的进球被门线技术判为有效，成为世界杯史上首个依靠门线技术而非裁判的判断来判定的进球。

## 已经开发的一些系统
目前主要有两家公司参与开发足球场上的门线系统。

### 鹰眼系统
鹰眼系统由马诺尔研究公司的工程师们开发，已在板球、网球和斯诺克运动中采用。此系统基于三角测量原理，使用的视觉图片和时间数据由设置在场地不同区域的高速摄像机提供。为确保该系统运作，球场周围需要设置6台摄像机，价值达到25万英镑。对该系统的批评者声称，该系统会延缓比赛，而且统计学误差太大。网球运动员羅傑·費德勒与拉斐·拿度都曾批评该系统在网球比赛中缺乏精确度，尽管费德勒本人支持该系统应用于足球比赛。根据该系统的发明者保罗·霍金斯（英語：Paul Hawkins）的说法，如果球完全被遮挡，那么该系统会失效，为了达到准确，至少球的25%需要可见。

### Cairos GLT系统
此系统由阿迪达斯与Cairos Technologies AG联合开发，由装于禁区下和门线后的细缆线构成。电缆中的电流会产生磁场，当球在球门区域时，球中的传感器会接收、测量磁场，并将球的位置信息传给球场周围的接收器。随后该信息被转发给中枢计算机，计算机会根据数据来计算球是否穿过球门线，确认得分时向裁判佩戴的特制手表发送进球信号。对于该技术是否会延误比赛，Cairos声称上述一系列动作可以在微秒量级的时间内完成。由Cairos开发的一个更久的系统曾在2005年U-17锦标赛上试验过，然而被发现不够快或是不够准确。

## 批评声音
尽管拥护者们坚称门线技术会显著改善比赛中的裁判失误情况，但仍有许多针对该项技术的批评。其中许多批评声来自国际足联本身，包括主席布拉特。除了关于技术方面的批评，批评者们还指出此项技术会减弱比赛当中人为因素的影响，从而消减了人们为错误而争吵所带来的乐趣。布拉特说：“其他体育项目会为了新出现的科技而修改规则，我们不这样做则保持了足球的魅力和流行”。布拉特认为，引入鹰眼系统会使得球员与教练不断地要求回放录像，扰乱足球比赛的连贯性。而引入阿迪达斯的系统，则会提升这家运动公司在足球行业中的垄断地位。
其他批评者说，若要在各项级别赛事中采用此项技术，费用则极为昂贵，尤其是对于小型的或贫穷的足协而言。国际足联官员表示，他们更倾向于选择“更好的执法”或是更多的裁判，而不是使用科技来解决问题。拥护者们在回击中引用了许多由错误的门线判罚决定比赛结果的例子，并指出自从国际足联进行最初的试验后，此项技术已经日新月异。拥护者们还争论称，应该优先考虑该项技术对裁判的帮助，而非由不同足协的执行情况差异造成的规则混乱。